# برشاوشان أسامي
برشاوشان أسامي (الاسم العلمي:Adiantum assamicum) هو نوع غير مؤكد من النباتات يتبع جنس البرشاوشان من الفصيلة الديشارية.